# Zephyranthes rosea
Zephyranthes rosea es una especie de planta bulbosa geófita perteneciente a la familia de las amarilidáceas. Se distribuye desde Colombia a Perú y se ha naturalizado en otras localidades como planta ornamental.

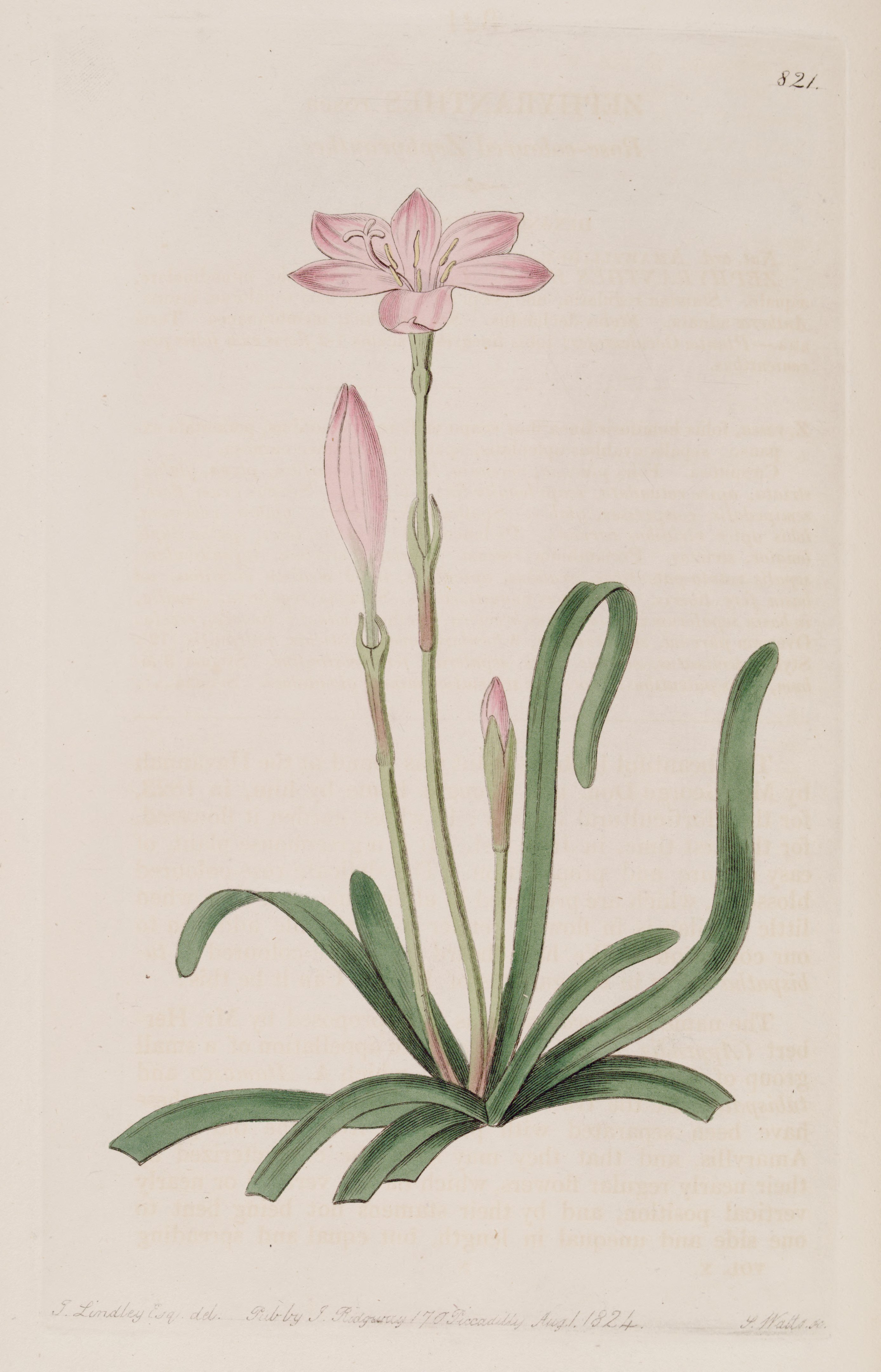
Ilustración

## Descripción
Es una planta bulbosa con las hojas sin filo de color verde, de 5 mm de ancho. Espata de 2-2.8 cm. Las flores ligeramente inclinadas; con el perianto rosa, en forma de embudo.  El número cromosomático es de  2n = 24.

## Distribución y hábitat
La floración se produce en primavera - verano (marzo-julio), en lugares arenosos, a una altitud de 0 - 50 metros. Es originaria de Colombia y Perú e introducida en Florida, México, Antillas, América Central.

## Taxonomía
Zephyranthes rosea fue descrita por Lindl. y publicado en Botanical Register; consisting of coloured... 10: pl. 821, en el año 1824. (1 Aug 1824)
Etimología
Zephyranthes: nombre genérico que proviene de (Zephyrus, Dios del viento del oeste en la mitología griega y Anthos, flor) puede traducirse como "flor del viento del oeste", siendo el "viento del oeste" el que trae la lluvia que desencadena la floración de estas especies.
rosea: epíteto latino que significa "de color rosa".
Sinonimia
- Amaryllis rosea (Lindl.) Spreng., Syst. Veg. 4(2): 133. 1827, nom. illeg.

Nota: Amaryllis rosea Lam. = Amaryllis belladonna
- Atamasco rosea (Lindl.) Greene, Pittonia 3: 188. 1897.
- Amaryllis carnea Schult. et Schult.f. in J.J.Roemer et J.A.Schultes, Syst. Veg. 7: 799. 1830.
- Zephyranthes carnea (Schult. et Schult.f.) D.Dietr., Syn. Pl. 2: 1175. 1840.